# Papille de Bergmeister
 (avril 2019).

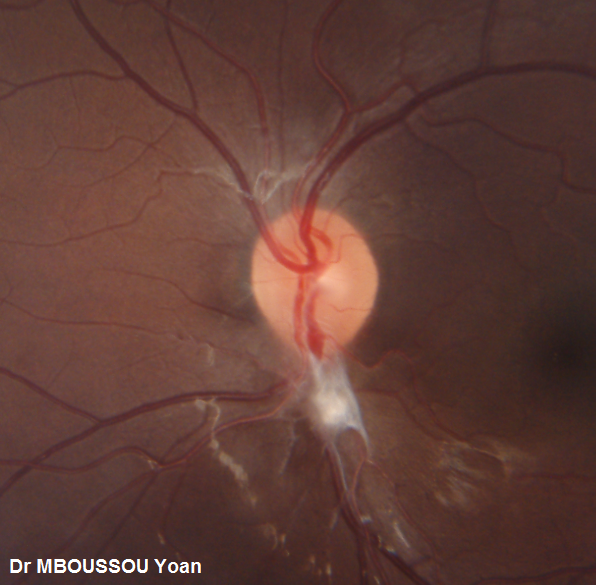
Papille de Bergmeister

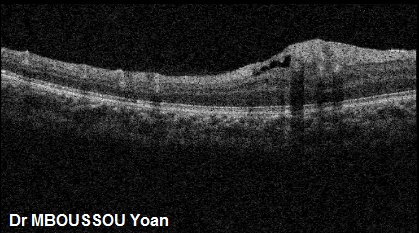
Coupe OCT d'une papille de Bergmeister

La papille de Bergmeister ou fibrose pré-papillaire est une anomalie congénitale de la papille optique qui se caractérise par la persistance d'un tissu glial à proximité du nerf optique. Elle correspond à une forme minime de persistance de la vascularisation fœtale. Dans certains cas, elles sont responsables de zones de décollement de rétine par traction avec parfois une collection séro-albumineuse dans l’espace sous-rétinien.